# Монтезума (Канзас)
Монтезума (енгл. Montezuma) град је у америчкој савезној држави Канзас.

## Демографија
По попису из 2010. године број становника је 966, што је 0 (0,0%) становника више него 2000. године.
| Група             | 2000.       | 2010.       |
| Белци             | 864 (89,4%) | 847 (87,7%) |
| Афроамериканци    | 0 (0,0%)    | 1 (0,1%)    |
| Азијати           | 0 (0,0%)    | 0 (0,0%)    |
| Хиспаноамериканци | 89 (9,2%)   | 106 (11,0%) |
| Укупно            | 966         | 966         |